# Campeloma decampi
Campeloma decampi là một loài ốc nước ngọt trong họ Viviparidae. 
Nó là loài đặc hữu Hoa Kỳ.